# Elias Sarkis
Elias Sarkis (in arabo إلياس سركيس‎?, Ilyās Sarkīs (Shabbaniyya, 20 luglio 1924 – Parigi, 27 giugno 1985) è stato un politico libanese.
Fu il 6º Presidente della Repubblica del Libano, dal 1976 al 1982.

## Biografia
Nato a Shabbaniyya, Elias Sarkis si laureò in Giurisprudenza nell'Université Saint-Joseph di Beirut nel 1948. Da semplice uomo di legge nel 1953, divenne giudice della Corte dei Conti libanese. Durante la Presidenza di Fu'ad Shihab divenne suo consigliere giuridico nel palazzo presidenziale di Baabda, e nel 1962 fu Primo Consigliere del Presidente. Dopo la crisi bancaria del 1968, Elias Sarkis fu nominato Governatore della Banca Centrale del Libano: carica che ricoprì per nove anni.
Elias Sarkis partecipò alle elezioni presidenziali del 1970 e, in quanto sostenuto da Fu'ad Shihab, era uno dei favoriti per la vittoria. All'ultimo istante però, a causa di un cambiamento di atteggiamento dei deputati che facevano riferimento a Kamal Jumblatt, fu sconfitto da Sulayman Farangiyye per un solo voto.
Fu tuttavia eletto Presidente della Repubblica l'8 maggio 1976, mentre infuriava la guerra civile libanese e l'esercito siriano (sotto la denominazione di "Forza Araba di Dissuasione") occupava i 2/3 del Libano, mentre il restante era sotto controllo delle varie milizie cristiane, musulmane e druse. A rendere ancor più vacui e inconsistenti i suoi poteri si aggiunse infine, prima del termine del suo mandato nel 1982, l'invasione israeliana che, non paga di aver occupato il sud del Libano dove maggiori erano le forze palestinesi, si spinse fino alla periferia di Beirut per colpire i centri decisionali dell'Organizzazione per la Liberazione della Palestina (OLP).
Elias Sarkis doveva essere rimpiazzato da Bashir Gemayel, che era stato eletto il 21 agosto 1982, ma questi fu assassinato nove giorni prima della sua assunzione dei poteri presidenziali. Amin Gemayel, fratello di Bashir, fu eletto più tardi al medesimo incarico e fu a lui che Sarkis rimise i poteri presidenziali il 23 settembre.
Elias Sarkis morì a Parigi nel 1985, all'età di 61 anni, verosimilmente a causa di un tumore.